# كوهي كودو (متزلج على الثلوج)
كوهي كودو (باليابانية: 工藤洸平) هو متزلج على الثلوج ياباني، ولد في 9 فبراير 1990 في سابورو في اليابان.

## وصلات خارجية
- كوهي كودو على موقع الاتحاد الدولي للتزلج (ركوب لوح الثلج) (الإنجليزية)
- كوهي كودو على موقع أوليمبيديا (الإنجليزية)